# Santa Rita (Santa Bárbara)
Santa Rita é uma cidade hondurenha do departamento de Santa Bárbara.